# Феспій
У грецькій міфології Феспій [ˈθɛspiəs] : Θέσπιος Théspios ) або Теспій [ˈθɛstʃəs] ; Давньогрецька : Θέστιος) — легендарний засновник і цар Феспій, Беотія. Розповідь про його життя вважається частиною грецької міфології.

## Біографія
За повідомленнями, Феспій був сином Ерехтея, царя Афін, і, можливо, Праксітеї, дочки Фрасима та Діогенії. Ймовірно, він був братом Протогенії, Пандори, Прокріди, Креуси, Орійтії, Хтонії, Меропи, Кекропса, Пандора, Метіона, Орнея, Евпалама та Сікіона. Інші джерела називали його нащадком Ерехтея, а деякі говорили, що він був сином Тевтри, сином Пандіона або Цефея.

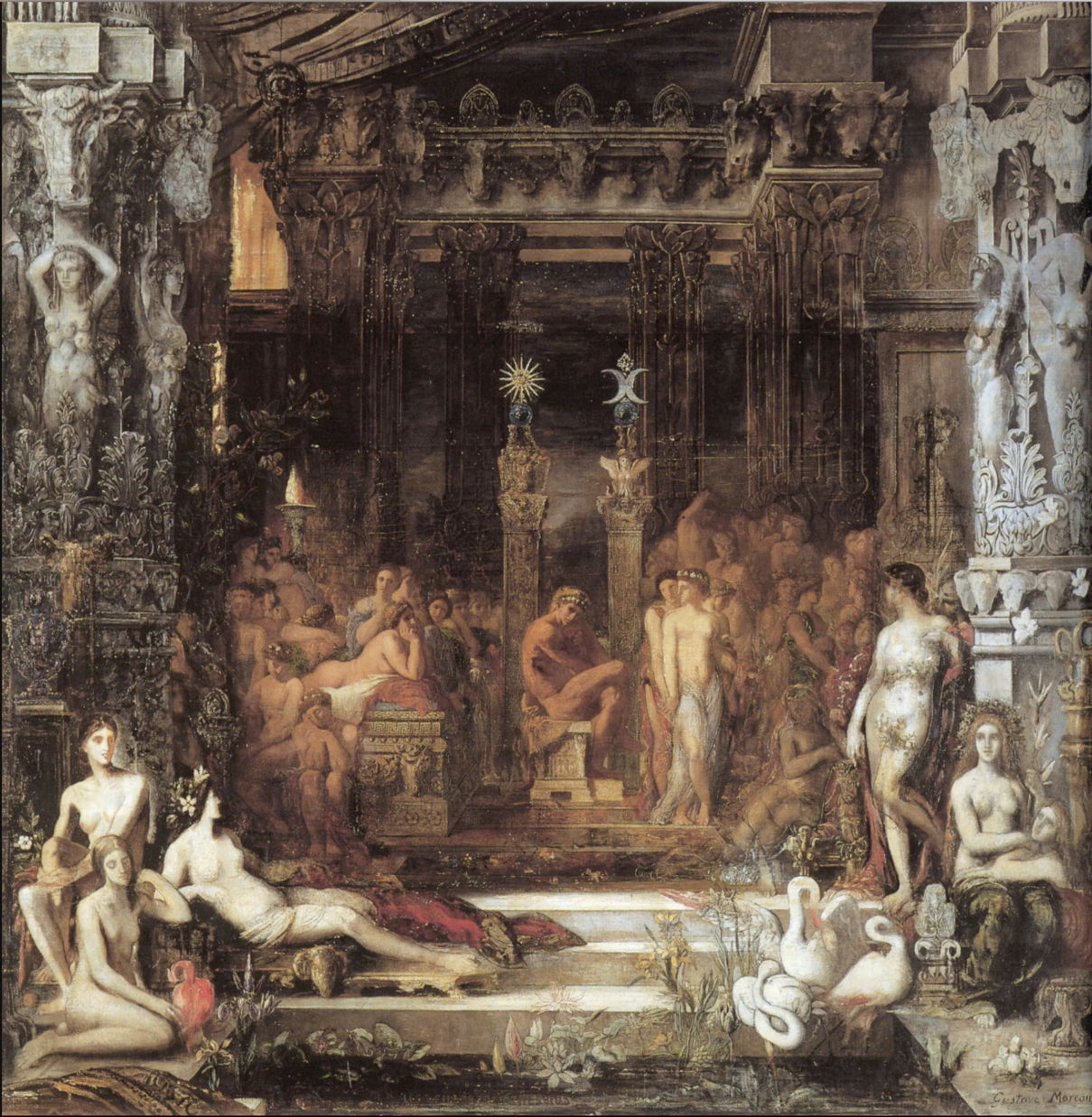
Гюстав Моро, Дочки Феспія (1853). Національний музей Гюстава Моро

Дідом і бабусею Феспія по материнській лінії були Фрасим і Діогенія, дочка річкового бога Кефіса. Він одружився з Мегамедою, донькою Арнея. Вважається, що вони разом мали п'ятдесят дочок, хоча Феспій, можливо, деяких дочок йому народили неназвані коханки, а Мегамед була їхньою мачухою. Дочок часто називають Феспіадами, вони також є предметом картини Гюстава Моро 1853 року.

## Міфологія
Усі його дочки вийшли заміж, але Феспій, можливо, не шукав для них чоловіка; натомість він бажав онуків від героя Геракла. Коли Гераклові доручили вбити кіферонського лева (не плутати з Немейським левом), Феспій запропонував своїх п'ятдесят дочок як нагороду. Полювання на лева тривало п'ятдесят днів, і протягом кожної ночі полювання Геракл спав з кожною з п'ятдесяти дочок, які, своєю чергою, народили по одному сину.
Альтернативні джерела стверджують, що Геракл спав з усіма дочками в одну ніч. У цій версії тільки сорок дев'ять спали з героєм, а п'ятдесятій судилося служити незайманою жрицею храму Геракла в покарання за її відмову. За іншою версією, був п'ятдесят один онук Феспія, сорок з яких колонізували острів Сардинія.

## Нащадки
Бібліотека Псевдо-Аполлодора перераховує наступних дочок і онуків. Усі онуки були Гераклідами в ширшому розумінні цього терміна.
Згідно з Гелланіком, якийсь Стефанефор («носець вінця») називався одним із синів Геракла, які народилися від дочок Фестія.
| Донька            | Онук          | Донька           | Онук             |
| ----------------- | ------------- | ---------------- | ---------------- |
| Ешраїда           | Левкон        | Hippocrate       | Hippozygus       |
| Aglaia or Aeglaea | Antiades      | Iphis            | Celeustanor      |
| Anthea            | Unknown child | Laothoe          | Antiphus         |
| Anthippe          | Hippodromus   | Lyse             | Eumedes          |
| Antiope           | Alopius       | Lysidice         | Teles            |
| Argele            | Cleolaus      | Lysippe          | Erasippus        |
| Asopis            | Mentor        | Marse            | Bucolus          |
| Calametis         | Astybies      | Meline           | Laomedon         |
| Certhe            | Iobes         | Menippis         | Entelides        |
| Chryseis          | Onesippus     | Ніцца            | Нікодром         |
| Clytippe          | Eurycapys     | Nicippe          | Antimachus       |
| Elachia           | Buleus        | Olympusa         | Halocrates       |
| Eone              | Amestrius     | Oria             | Laomenes         |
| Epilais           | Astyanax      | Panope           | Threpsippas      |
| Erato             | Dynastes      | Patro            | Archemachus      |
| Euboea            | Olympus       | Phyleis          | Tigasis          |
| Eubote            | Eurypylus     | Praxithea        | Nephus           |
| Eurybia           | Polylaus      | Procris          | Antileon Hippeus |
| Euryce (Euryte?)  | Teleutagoras  | Pyrippe          | Patroclus        |
| Eurypyle          | Archedicus    | Stratonice       | Atromus          |
| Eurytele          | Leucippus     | Terpsicrate      | Euryopes         |
| Exole             | Erythras      | Tiphyse          | Lyncaeus         |
| Heliconis         | Phalias       | Toxicrate        | Lycurgus         |
| Hesychia          | Oestrobles    | Xanthis          | Homolippus       |
| Hippo             | Capylus       | Unnamed daughter | Creon            |